# Orquesta de Cámara Escocesa
La Orquesta de Cámara Escocesa (en inglés: Scottish Chamber Orchestra, SCO) es la orquesta de cámara nacional de Escocia, con sede en Edimburgo. Es una se las cinco compañías de artes escénicas nacionales de Escocia, la SCO hace representaciones por toda Escocia, incluyendo giras anuales por las Highlands escocesas y las islas y el sur de Escocia. La SCO aparece con regularidad en Edimburgo, East Neuk, Festivales de St Magnus y Aldeburgh y los Proms. Las giras internacionales de la SCO recibe apoyo del gobierno escocés. La orquesta ensaya sobre todo en el Queens Hall de Edimburgo. 

## Historia
La orquesta se formó en 1974, con Roderick Brydon como su primer director principal, desde 1974 hasta 1983. Otros directores principales han sido Jukka-Pekka Saraste (1987-1991) e Ivor Bolton (1994-1996). El violinista y director de orquesta estadounidense Joseph Swensen sirvió como director principal desde 1996 hasta 2005, y es hoy director emérito de la SCO. Sir Charles Mackerras tuvo el cargo de director laureado hasta su muerte en 2010. El director estonio Olari Elts sirvió como el principal director invitado desde octubre de 2007 hasta septiembre de 2010.  En octubre de 2008, la SCO anunció el nombramiento de Robin Ticciati como el siguiente director principal de la orquesta, efectivo para la temporada 2009-2010, con un contrato inicial de 3 años.  En octubre de 2010, la SCO anunció la ampliación del contrato de Ticciati como director principal para otros 3 años adicionales, hasta la temporada 2014-2015.

## Directores
- Roderick Brydon (1974-1983)
- Jukka-Pekka Saraste (1987-1991)
- Ivor Bolton (1994-1996)
- Joseph Swensen (1996-2005)
- Robin Ticciati (2009- )